# Skinntagging
Skinntagging (Dentipellis fragilis) är en svampart som först beskrevs av Christiaan Hendrik Persoon, och fick sitt nu gällande namn av Donk 1962. Skinntagging ingår i släktet Dentipellis och familjen Hericiaceae.  Arten är reproducerande i Sverige. Inga underarter finns listade i Catalogue of Life.